# Günther Heinz
Günther Heinz (* 10. August 1927 in Salzburg; † 14. Januar 1992 in Wien) war ein österreichischer Kunsthistoriker.

## Leben
Günther Heinz war ein Sohn des Landessanitätsdirektors Walther Heinz und seiner Ehefrau Emilie, geborene Burghardt. Im März 1945 legte er die Reifeprüfung ab. Er studierte ab 1946 Philosophie, Klassische Archäologie, Geschichte und Kunstgeschichte an der Universität Wien, seine Professoren dort waren unter anderem Karl M. Swoboda, Alfons Lhotsky und Camillo Praschniker. 1950 wurde er in Wien mit einer Dissertation über das Thema „Die Salzburger Malerei des 17. Jahrhunderts und Johann Michael Rottmayr“ promoviert. Ab 1951 war er als wissenschaftlicher Mitarbeiter und Kurator an der Gemäldegalerie des Kunsthistorischen Museums in Wien tätig, eine Stelle, die er bis 1974 beibehielt. Er widmete sich vornehmlich der Bearbeitung der italienischen und niederländischen Barockmalerei und berücksichtigte dabei besonders die Einflüsse der Rhetorik und der zeitgenössischen Literatur. Ferner betreute er gemeinsam mit Karl Schütz die Porträtsammlung im Schloss Ambras. Heinz habilitierte sich 1965 an der Universität Wien mit einer Untersuchung über die Porträtmalerei an den Höfen der österreichischen Erblande der frühen Neuzeit und wurde 1970 zum tit. ao. Universitätsprofessor ernannt. 1974 erfolgte – als Nachfolger von Otto Demus – seine Berufung zum Ordinarius am Institut für Kunstgeschichte der Universität Wien.
Trotz dieses Wechsels seiner Aufgaben blieb er der Gemäldegalerie des Kunsthistorischen Museums weiterhin eng verbunden, eine glückliche Symbiose, in der sich seine hohe Gelehrsamkeit mit der langjährigen Erfahrung aus der musealen Praxis verband.
Es ist wenig bekannt, dass Heinz auch selbst künstlerisch arbeitete. Eine Auswahl seiner erhaltenen Produktion – etwa 200 Gemälde und 800 Zeichnungen – wurden 2013 erstmals in einer Wiener Galerie in Ottakring öffentlich gezeigt.
Heinz war ab 1951 mit der Kunsthistorikerin Dora Bruck-Heinz (1925–2011) verheiratet, die lange Jahre beim Museum für angewandte Kunst als Kustodin arbeitete und eine bekannte Textilexpertin war. Das Ehepaar hatte drei Töchter.

## Publikationen (Auswahl)
- Einleitung. In: Friderike Klauner (Hrsg.): Peter Paul Rubens 1577–1640. Ausstellungskatalog, Wien 1977, S. 17–29.
- Das Bild der heiligen Maria Magdalena von Luca Cambiaso in der ‚Galeria‘ des Cavaliere Giambattista Marino. In: Jahrbuch der kunsthistorischen Sammlungen in Wien. 67, 1971, S. 105–118.
- Der Anteil der italienischen Barockmalerei an der Hofkunst zur Zeit Kaiser Ferdinands III. und Kaiser Leopolds I.. In: Jahrbuch der kunsthistorischen Sammlungen in Wien. 54, 1958, S. 173 ff.
- Die Entstehung der kirchlichen Barockmalerei in Rom und ihre Ausbreitung. In: Christliche Kunstblätter. 96, Linz 1958, 3, S. 24 ff.
- Einzige barocke Bildergalerie in Wien. In: Alte und moderne Kunst. 2, 1957, 7/8, S. 20 ff. (hauspublikationen.mak.at).
- Barock in Österreich. In:  Christliche Kunstblätter 94, 1956, 3, S. 24 ff.
- Studien zu den Quellen der dekorativen Malerei im venezianischen Seicento. In: Arte Veneta. 10, 1956, S. 142 ff.
- Studien über die Anwendung des Helldunkels in den Werken Guido Renis. In: Jahrbuch der kunsthistorischen Sammlungen in Wien. 51, 1955, S. 189 ff.
- Notizen zur ‚Mostra di Guido Reni‘ in Bologna. In: Mitteilungen der Gesellschaft für vergleichende Kunstforschung in Wien. 7, 1954, S. 36 ff.
- Die Stellung Johann Michael Rottmayrs in der Geschichte der Barockmalerei. In: Johann Michael Rottmayr. Werk und Leben. Gedächtnisausstellung zum 300. Geburtstag. Salzburg 1954, S. 15 ff.
- Studien über die Malerei des 17. Jahrhunderts in Salzburg. In: Mitteilungen der Gesellschaft für Salzburger Landeskunde. Jahrgang 94, 1954, S. 86 ff. (zobodat.at [PDF]).